# Puchar Świata w short tracku 2018/2019
Puchar Świata w short tracku 2018/2019 – to 22. edycja zawodów w tej dyscyplinie. Zawodnicy podczas tego sezonu wystąpili w pięciu zawodach tego cyklu rozgrywek. Rywalizacja rozpoczęła się w Calgary 2 listopada 2018 roku, a zakończyła się w Turynie 10 lutego 2019 roku.

## Kalendarz Pucharu Świata

### Mężczyźni
| Lp.                                     | Miejscowość    | Data       | Konkurencja      | 1. miejsce                                                                                         | 2. miejsce | 3. miejsce                                                                            |
| --------------------------------------- | -------------- | ---------- | ---------------- | -------------------------------------------------------------------------------------------------- | --- | ------------------------------------------------------------------------------------- |
| 1. PŚ                                   | Calgary        | 3.11.2018  | 500 m (1)        | Wu Dajing                                                                                          | Shaoang Liu | Kim Gun-woo                                                                           |
| 1. PŚ                                   | Calgary        | 3.11.2018  | 1500 m           | Kazuki Yoshinaga                                                                                   | Lee June-seo                                                                                                   | Władysław Bykanow                                                                     |
| 1. PŚ                                   | Calgary        | 4.11.2018  | 500 m (2)        | Wu Dajing                                                                                          | Abzał Ażgalijew                                                                                                | Shaolin Sándor Liu                                                                    |
| 1. PŚ                                   | Calgary        | 4.11.2018  | 1000 m           | Shaoang Liu                                                                                        | Park Ji-won | Ren Ziwei                                                                             |
| 1. PŚ                                   | Calgary        | 4.11.2018  | 5000 m drużynowo | Węgry Csaba Burján · Cole William Isaac Krueger · Shaoang Liu · Shaolin Sándor Liu · (Alex Varnyú) | Korea Południowa Hong Kyung-hwan · Lee June-seo · Lim Hyo-jun · Park Ji-won · (Hwang Dae-heon) · (Kim Gun-woo) | Holandia Daan Breeuwsma · Dennis Visser · Itzhak de Laat · Sjinkie Knegt              |
| 2. PŚ                                   | Salt Lake City | 10.11.2018 | 1000 m (1)       | Shaolin Sándor Liu                                                                                 | Ren Ziwei | Park Ji-won                                                                           |
| 2. PŚ                                   | Salt Lake City | 10.11.2018 | 1500 m           | Sjinkie Knegt                                                                                      | Lee June-seo                                                                                                   | Steven Dubois                                                                         |
| 2. PŚ                                   | Salt Lake City | 11.11.2018 | 500 m            | Wu Dajing                                                                                          | Lim Hyo-jun | Shaoang Liu                                                                           |
| 2. PŚ                                   | Salt Lake City | 11.11.2018 | 1000 m (2)       | Hong Kyung-hwan                                                                                    | Thibaut Fauconnet                                                                                              | Dienis Ajrapietian                                                                    |
| 2. PŚ                                   | Salt Lake City | 11.11.2018 | 5000 m drużynowo | Węgry Csaba Burján · Shaoang Liu · Shaolin Sándor Liu · Alex Varnyú · (Cole William Isaac Krueger) | Chiny Jia Haidong · Ren Ziwei · Wu Dajing · Yu Songnan · (Li Wenlong) · (Wang Pengyu)                          | Rosja Dienis Ajrapietian · Konstantin Iwliew · Aleksander Szułginow · Pawieł Sitnikow |
| 3. PŚ                                   | Ałmaty         | 8.12.2018  | 1000 m           | Shaoang Liu                                                                                        | Sjinkie Knegt                                                                                                  | Lee June-seo                                                                          |
| 3. PŚ                                   | Ałmaty         | 8.12.2018  | 1500 m (1)       | Lim Hyo-jun                                                                                        | Kim Gun-woo | Hwang Dae-heon                                                                        |
| 3. PŚ                                   | Ałmaty         | 9.12.2018  | 500 m            | Samuel Girard                                                                                      | Shaoang Liu | Abzał Ażgalijew                                                                       |
| 3. PŚ                                   | Ałmaty         | 9.12.2018  | 1500 m (2)       | Kim Gun-woo                                                                                        | Hong Kyung-hwan                                                                                                | Lee June-seo                                                                          |
| 3. PŚ                                   | Ałmaty         | 9.12.2018  | 5000 m drużynowo | Holandia Daan Breeuwsma · Itzhak de Laat · Sjinkie Knegt · Dennis Visser                           | Kanada Pascal Dion · Steven Dubois · Samuel Girard · Charles Hamelin · (Charle Cournoyer)                      | Chiny An Kai · Sun Long · Xu Hongzhi · Yu Songnan · (Zhang Weizhi)                    |
| 23. Mistrzostwa Europy 2019 – Dordrecht |                |            |                  | | |                                                                                       |
| 4. PŚ                                   | Drezno         | 2.02.2019  | 1000 m (1)       | Hwang Dae-heon                                                                                     | Charle Cournoyer                                                                                               | Hong Kyung-hwan                                                                       |
| 4. PŚ                                   | Drezno         | 2.02.2019  | 1500 m           | Kim Gun-woo                                                                                        | Charles Hamelin                                                                                                | Lim Hyo-jun                                                                           |
| 4. PŚ                                   | Drezno         | 3.02.2019  | 500 m            | Lim Hyo-jun                                                                                        | Hwang Dae-heon                                                                                                 | Cedrik Blais                                                                          |
| 4. PŚ                                   | Drezno         | 3.02.2019  | 1000 m (2)       | Park Ji-won                                                                                        | Władysław Bykanow                                                                                              | Sebastien Lepape                                                                      |
| 4. PŚ                                   | Drezno         | 3.02.2019  | 5000 m drużynowo | Kanada Charle Cournoyer · Pascal Dion · Samuel Girard · Charles Hamelin                            | Japonia (Teppei Kikuchi) · (Keita Watanabe) · (Hiroki Yokoyama) · (Kazuki Yoshinaga)                           | Węgry Csaba Burján · (Cole William Isaac Krueger) · Shaolin Sándor Liu · Alex Varnyú  |
| 5. PŚ                                   | Turyn          | 9.02.2019  | 500 m (1)        | Hwang Dae-heon                                                                                     | Shaolin Sándor Liu                                                                                             | Cedrik Blais                                                                          |
| 5. PŚ                                   | Turyn          | 9.02.2019  | 1500 m           | Kim Gun-woo                                                                                        | Hong Kyung-hwan                                                                                                | Steven Dubois                                                                         |
| 5. PŚ                                   | Turyn          | 10.02.2019 | 500 m (2)        | Lim Hyo-jun                                                                                        | Kim Gun-woo | Yu Songnan                                                                            |
| 5. PŚ                                   | Turyn          | 10.02.2019 | 1000 m           | Hwang Dae-heon                                                                                     | Park Ji-won | Steven Dubois                                                                         |
| 5. PŚ                                   | Turyn          | 10.02.2019 | 5000 m drużynowo | Rosja Denis Ajrapetjan · Semen Jelistratow · Alexander Szulginow · Pawieł Sitnikow                 | Japonia (Kota Kikuchi) · (Keita Watanabe) · (Hiroki Yokoyama) · (Kazuki Yoshinaga)                             | Włochy (Mattia Antonioli) · (Andrea Cassinelli) · (Juri Confortola) · (Tommaso Dotti) |
| 44. Mistrzostwa Świata 2019 – Sofia     |                |            |                  | | |                                                                                       |

### Kobiety
| Lp.                                     | Miejscowość    | Data       | Konkurencja      | 1. miejsce                                                                                      | 2. miejsce                                                                                                 | 3. miejsce |
| --------------------------------------- | -------------- | ---------- | ---------------- | ----------------------------------------------------------------------------------------------- | --- | --- |
| 1. PŚ                                   | Calgary        | 3.11.2018  | 500 m (1)        | Natalia Maliszewska                                                                             | Yara van Kerkhof                                                                                           | Alyson Charles                                                                                                   |
| 1. PŚ                                   | Calgary        | 3.11.2018  | 1500 m           | Suzanne Schulting                                                                               | Courtney Lee Sarault                                                                                       | Jekaterina Jefremienkowa                                                                                         |
| 1. PŚ                                   | Calgary        | 4.11.2018  | 500 m (2)        | Lara van Ruijven                                                                                | Fan Kexin                                                                                                  | Alyson Charles                                                                                                   |
| 1. PŚ                                   | Calgary        | 4.11.2018  | 1000 m           | Suzanne Schulting                                                                               | Sofia Proswirnowa                                                                                          | Veronique Pierron                                                                                                |
| 1. PŚ                                   | Calgary        | 4.11.2018  | 3000 m drużynowo | Rosja Jekaterina Jefremienkowa · Jekaterina Konstantinowa · Jemina Małagicz · Sofia Proswirnowa | Korea Południowa Choi Min-jeong · Kim Ji-yoo · Kim Ye-jin · Shim Suk-hee · (Noh Ah-rum) · (Choi Ji-hyun)   | Kanada Alyson Charles · Camille de Serres-Rainville · Claudia Gagnon · Courtney Lee Sarault · (Alison Desmarais) |
| 2. PŚ                                   | Salt Lake City | 10.11.2018 | 1000 m (1)       | Suzanne Schulting                                                                               | Sofia Proswirnowa                                                                                          | Fan Kexin |
| 2. PŚ                                   | Salt Lake City | 10.11.2018 | 1500 m           | Choi Min-jeong                                                                                  | Kim Ji-yoo                                                                                                 | Li Xuan |
| 2. PŚ                                   | Salt Lake City | 11.11.2018 | 500 m            | Natalia Maliszewska                                                                             | Suzanne Schulting                                                                                          | Fan Kexin |
| 2. PŚ                                   | Salt Lake City | 11.11.2018 | 1000 m (2)       | Alyson Charles                                                                                  | Anna Seidel                                                                                                | Noh Ah-rum |
| 2. PŚ                                   | Salt Lake City | 11.11.2018 | 3000 m drużynowo | Korea Południowa Choi Ji-hyun · Choi Min-jeong · Kim Ji-yoo · Noh Ah-rum · (Kim Ye-jin)         | Rosja Jekaterina Jefremienkowa · Jekaterina Konstantinowa · Jemina Małagicz · Sofia Proswirnowa            | Japonia Moemi Kikuchi · Sumire Kikuchi · Yuki Kikuchi · Hitomi Saito · (Ami Hirai) · (Shione Kaminaga)           |
| 3. PŚ                                   | Ałmaty         | 8.12.2018  | 1000 m           | Suzanne Schulting                                                                               | Kim Boutin                                                                                                 | Noh Ah-rum |
| 3. PŚ                                   | Ałmaty         | 8.12.2018  | 1500 m (1)       | Kim Geon-hee                                                                                    | Jekaterina Jefremienkowa                                                                                   | Li Jinyu |
| 3. PŚ                                   | Ałmaty         | 9.12.2018  | 500 m            | Petra Jászapáti                                                                                 | Lara van Ruijven                                                                                           | Natalia Maliszewska                                                                                              |
| 3. PŚ                                   | Ałmaty         | 9.12.2018  | 1500 m (2)       | Choi Min-jeong                                                                                  | Suzanne Schulting                                                                                          | Kim Boutin |
| 3. PŚ                                   | Ałmaty         | 9.12.2018  | 3000 m drużynowo | Holandia Rianne de Vries · Suzanne Schulting · Yara van Kerkhof · Lara van Ruijven              | Korea Południowa Choi Min-jeong · Kim Geon-hee · Kim Ji-yoo · Shim Suk-hee · (Noh Ah-rum) · (Choi Ji-hyun) | Kanada Danae Blais · Kim Boutin · Alyson Charles · Camille de Serres-Rainville                                   |
| 23. Mistrzostwa Europy 2019 – Dordrecht |                |            |                  |                                                                                                 | | |
| 4. PŚ                                   | Drezno         | 2.02.2019  | 1000 m (1)       | Sofia Proswirnowa                                                                               | Choi Ji-hyun                                                                                               | Cynthia Mascitto                                                                                                 |
| 4. PŚ                                   | Drezno         | 2.02.2019  | 1500 m           | Kim Ji-yoo                                                                                      | Kim Boutin                                                                                                 | Suzanne Schulting                                                                                                |
| 4. PŚ                                   | Drezno         | 3.02.2019  | 500 m            | Martina Valcepina                                                                               | Lara van Ruijven                                                                                           | Natalia Maliszewska                                                                                              |
| 4. PŚ                                   | Drezno         | 3.02.2019  | 1000 m (2)       | Suzanne Schulting                                                                               | Kim Ji-yoo                                                                                                 | Zhang Chutong |
| 4. PŚ                                   | Drezno         | 3.02.2019  | 3000 m drużynowo | Rosja Jekaterina Jefremienkowa · Jekaterina Konstantinowa · Jemina Małagicz · Sofia Proswirnowa | Holandia Rianne de Vries · Suzanne Schulting · Yara van Kerkhof · Lara van Ruijven                         | nie przyznano (Kanadyjki i Koreanki zostały karnie wykluczone)                                                   |
| 5. PŚ                                   | Turyn          | 9.02.2019  | 500 m (1)        | Martina Valcepina                                                                               | Natalia Maliszewska                                                                                        | Kim Boutin |
| 5. PŚ                                   | Turyn          | 9.02.2019  | 1500 m           | Suzanne Schulting                                                                               | Kim Ji-yoo                                                                                                 | Anna Seidel |
| 5. PŚ                                   | Turyn          | 10.02.2019 | 500 m (2)        | Martina Valcepina                                                                               | Elise Christie                                                                                             | Maame Biney |
| 5. PŚ                                   | Turyn          | 10.02.2019 | 1000 m           | Kim Boutin                                                                                      | Choi Min-jeong                                                                                             | Alyson Charles                                                                                                   |
| 5. PŚ                                   | Turyn          | 10.02.2019 | 3000 m drużynowo | Holandia Rianne de Vries · Suzanne Schulting · Yara van Kerkhof · Lara van Ruijven              | Włochy (Cecilia Maffei) · (Arianna Sighel) · (Martina Valcepina) · (Elena Viviani)                         | Rosja Jekaterina Jefremienkowa · Jekaterina Konstantinowa · Jemina Małagicz · Sofia Proswirnowa                  |
| 44. Mistrzostwa Świata 2019 – Sofia     |                |            |                  |                                                                                                 | | |

### Konkurencje mieszane
| Lp.                                     | Miejscowość    | Data       | Konkurencja      | 1 miejsce | 2 miejsce | 3 miejsce |
| --------------------------------------- | -------------- | ---------- | ---------------- | --- | --- | --- |
| 1. PŚ                                   | Calgary        | 4.11.2018  | 2000 m drużynowo | Chiny Fan Kexin · Li Jinyu · Ren Ziwei · Wu Dajing · (Zang Yize)                                                             | Holandia Daan Breeuwsma · Rianne de Vries · Sjinkie Knegt · Suzanne Schulting · (Lara van Ruijven)                                              | Korea Południowa Choi Min-jeong · Kim Ye-jin · Lee June-seo · Park Ji-won · (Kim Gun-woo) · (Kim Ji-yoo) · (Hong Kyung-hwan) · (Shim Suk-hee) |
| 2. PŚ                                   | Salt Lake City | 11.11.2018 | 2000 m drużynowo | Węgry Sára Luca Bácskai · Petra Jászapáti · Shaoang Liu · Shaolin Sándor Liu · (Csaba Burján) · (Cole William Isaac Krueger) | Holandia Daan Breeuwsma · Sjinkie Knegt · Suzanne Schulting · Lara van Ruijven · (Avalon Aardoom)                                               | Francja Quentin Fercoq · Sébastien Lepape · Aurelie Monvoisin · Veronique Pierron                                                             |
| 3. PŚ                                   | Ałmaty         | 9.12.2018  | 2000 m drużynowo | Kanada Cedrik Blais · Kim Boutin · Alyson Charles · Samuel Girard · (Steven Dubois) · (Danae Blais) · (Pascal Dion)          | Korea Południowa Choi Min-jeong · Kim Gun-woo · Lee June-seo · Shim Suk-hee · (Hong Kyung-hwan) · (Kim Geon-hee) · (Kim Ji-yoo) · (Park Ji-won) | Chiny Li Jinyu · Li Xuan · Xu Hongzhi · Yu Songnan · (Zhang Chutong) · (Sun Long)                                                             |
| 23. Mistrzostwa Europy 2019 – Dordrecht |                |            |                  | | | |
| 4. PŚ                                   | Drezno         | 3.02.2019  | 2000 m drużynowo | Rosja Jekaterina Jefremienkowa · Semen Jelistratow · Sofia Proswirnowa · Alexander Szulginow                                 | Węgry Sára Luca Bácskai · (Csaba Burján) · Petra Jászapáti · Andras Sziklasi                                                                    | Wielka Brytania Jack Burrows Elise Christie Kathryn Thomson Farrell Treacy                                                                    |
| 5. PŚ                                   | Turyn          | 10.02.2019 | 2000 m drużynowo | Rosja Jekaterina Jefremienkowa · Semen Jelistratow · Pawieł Sitnikow · Jewgienija Zacharowa                                  | Kanada Kim Boutin · Samuel Girard · Charles Hamelin · Courtney Lee Sarault                                                                      | Stany Zjednoczone Maame Biney · Kristen Santos · Jonathan So · Aaron Tran                                                                     |
| 44. Mistrzostwa Świata 2019 – Sofia     |                |            |                  | | | |